# Apatemys
Apatemys és un mamífer extint de la família dels apatèmids. Aquest animal insectivor visqué durant l'Eocè a Nord-amèrica i Europa. És conegut sobretot a partir d'un esquelet articulat gairebé complet de A. chardini del membre de Fossil Butte de la formació del Green River (Wyoming). Aquesta espècie visqué durant el Lostcabinià, la darrera part del Wasatchià. Tenia una llargada de cap a gropa de 15 cm i una cua de 21 cm. Estava adaptat a un estil de vida arborícola. El crani és relativament gros en comparació amb el cos. Tenia les dents incisives molt desenvolupades.